# Желтушка Христофа
Желтушка Христофа (лат. Colias christophi) — дневная бабочка рода Colias из подсемейства желтушки семейства белянки. В роде стоит обособленно и представляет особый интерес для систематиков.

## Этимология названия
Видовое название дано в честь Гуго Федоровича Христофа — немецкого и русского энтомолога, члена Русского энтомологического общества с 1861 года, который много путешествовал по Средней Азии и Кавказу.

## Описание
Длина переднего крыла 20—24 мм. Размах крыльев 47—50 мм. Самцы несколько мельче самок. В отличие от других видов данного рода в окраске данного вида преобладают чёрно-бурые цвета. Переднее крыло охристо-оранжевого цвета, в нижней половине сильно опылено черноватыми чешуйками. Внешняя краевая перевязь чёрного цвета, широкая, а внутренний её край — расплывчатый, немного не доходит до чёрного пятна, расположенного на конце срединной ячейки. Внутри перевязи проходит ряд крупных беловатых пятен. Срединное поле передних крыльев ржаво-бурого цвета. Задние крылья зеленовато-серого цвета с белым пятном посредине. Они сильно затемнены черно-бурым опылением на сером фоне. Чёрная перевязь со светлыми пятнами, достигающими внутреннего угла. Срединная точка беловатая, внутренний край голубовато-серый. Вдоль широкой чёрного каймы по внешнему краю крыльев проходит ряд зеленовато-белых пятен, которые сливаются почти в сплошную перевязь.

## Ареал и местообитание
Таджикистан, Кыргызстан и Узбекистан. Ареал включает узкие пригребневые склоны на хребтах — Туркестанском (на западе до Чукмартау), Зеравшанском (до озера Искандеркуль включительно), Гиссарском, Алайском, Киргизском; вероятно, встречается также на Каратегинском хребте. Встречается на высоте от 2500 до 3500 м над уровнем моря. Обитает на субальпийских лугах, по склонам, на которых произрастает гемиксерофильная альпийская растительность с примесью колючих астрагалов, на щебенистых и каменистых склонах с ксерофильной разреженной трагакантовой растительностью. Единичные бабочки иногда могут спускаться в несвойственные им биотопы верхней полосы среднегорного пояса, но там они не оставляют потомства.

## Биология
Время лёта бабочек данного вида приходится на июль. В год дает одно поколение. Полёт как и у всех представителей этого рода, быстрый и увёртливый. Самки встречаются гораздо реже самцов, так они ведут малоподвижный образ жизни, летают крайне мало, большей честью сидя в траве.
Гусеница питается листьями растений из рода Эспарцет. Зимуют, по-видимому, стадия молодой гусеницы либо куколки.

## Численность
В целом численность низкая. В последние десятилетия во многих местах наметилась тенденция к сокращению
численности. Ареал вида, трофически тесно связанного лишь с одним видом растения, ограничен, с одной стороны, распространением этого растения, с другой — климатическими условиями высокогорий. Сокращение числа местообитания и численности происходит вследствие хозяйственной деятельности.